# Phylocentropus placidus
Phylocentropus placidus är en nattsländeart som först beskrevs av Banks 1905.  Phylocentropus placidus ingår i släktet Phylocentropus och familjen Dipseudopsidae. Inga underarter finns listade i Catalogue of Life.